# Karin Krüger
Karin Krüger (* 8. August 1958 in Karlsruhe) ist eine ehemalige deutsche Judoka, die 1982 Vizeweltmeisterin sowie 1978 und 1990 Europameisterin war.

## Sportliche Karriere
Karin Krüger trat bis 1987 im Mittelgewicht an, der Gewichtsklasse bis 66 Kilogramm. In dieser Gewichtsklasse war sie 1979, 1981 und 1982 Deutsche Meisterin. Bei den Europameisterschaften 1978 in Köln gewann sie das Finale gegen die Schweizerin Verena Rothacher. Im Jahr darauf belegte sie bei den Europameisterschaften 1979 in Kerkrade den dritten Platz, nachdem sie im Halbfinale gegen die Belgierin Marie-France Mill verloren hatte. 1980 wurden in New York City die ersten Weltmeisterschaften im Frauenjudo veranstaltet. Karin Krüger belegte den siebten Platz. 1982 bei den Europameisterschaften in Oslo gewann Krüger Bronze hinter der Österreicherin Edith Simon und der Britin Dawn Netherwood. Bei den Weltmeisterschaften 1982 in Paris bezwang Krüger im Viertelfinale die Portugiesin Maria Rocha und im Halbfinale die Niederländerin Anita Staps. Im Finale unterlag Krüger der Französin Brigitte Deydier. 1983 belegte Krüger bei den Deutschen Meisterschaften den zweiten Platz hinter Alexandra Schreiber. 1986 hinter Martina Bernhard und 1987 hinter Alexandra Schreiber war Krüger ebenfalls Zweite der Deutschen Meisterschaften. Bei den Europameisterschaften 1987 in Paris erreichte Krüger durch einen Halbfinalsieg über Roswitha Hartl aus Österreich das Finale und gewann Silber hinter der Niederländerin Chantal Han. 
1988 wechselte Karin Krüger ins Halbschwergewicht, die Gewichtsklasse bis 72 Kilogramm. 1989 und 1990 wurde sie im Halbschwergewicht Deutsche Meisterin. Bei den Europameisterschaften 1990 in Frankfurt am Main bezwang sie im Halbfinale die Französin Laetitia Meignan und im Finale Jelena Besowa aus der Sowjetunion. Damit war Krüger zwölf Jahre nach ihrem ersten Titelgewinn zum zweiten Mal Europameisterin. Bei den Weltmeisterschaften 1991 in Barcelona belegte Krüger den siebten Platz. Bei den Deutschen Meisterschaften 1992 belegte Krüger den dritten Platz hinter Regina Schüttenhelm und Astrid Beckhaus. Anderthalb Monate nach den Deutschen Meisterschaften fanden in Paris die Europameisterschaften 1992 statt. Karin Krüger unterlag im Achtelfinale der Belgierin Ulla Werbrouck. Nach zwei Siegen in der Hoffnungsrunde bezwang sie im Kampf um Bronze die Britin Josie Horton. Für die olympische Premiere des Frauenjudo bei den Olympischen Spielen 1992 in Barcelona wurde nicht Karin Krüger, sondern die deutsche Meisterin Regina Schüttenhelm nominiert.
Die 1,80 Meter große Karin Krüger ist ausgebildete Krankengymnastin. Mit dem Judosport begann sie 1974 beim Turnerbund Hamburg-Eilbeck, ab 1982 war sie beim TV Pirmasens, wo sie bei Eva Hillesheim trainierte. 1995 zog sie an den Bodensee und kämpfte beim Judoclub Konstanz, sie ist Trägerin des 5. Dan.